# Elezioni regionali nelle Marche del 2015
Le elezioni regionali italiane del 2015 nelle Marche si sono tenute il 31 maggio, contestualmente alle elezioni amministrative e alla tornata organizzata per altre sei regioni: Veneto, Liguria, Toscana, Umbria, Campania e Puglia.
Luca Ceriscioli, esponente del Partito Democratico e candidato della coalizione di Centro-sinistra, è stato eletto presidente della Regione Marche con il 41,07% dei voti. Il governatore uscente Gian Mario Spacca, fondatore di Marche 2020 e sostenuto, questa volta, dal Centro-destra è stato sconfitto, raccogliendo il 14,21% dei voti, giungendo alle spalle di Giovanni Maggi del Movimento Cinque Stelle, secondo con il 21,78% delle preferenze, e di Francesco Acquaroli, appoggiato da Fratelli d'Italia - Alleanza Nazionale e Lega Nord, che si è fermato al 18,98%. Ultimo candidato presidente per preferenze è stato Edoardo Mentrasti che, con il supporto della Sinistra radicale, ha ottenuto il 3,96% dei consensi.
Il Partito Democratico è stata la prima lista per numero di voti della regione, ottenendo il 35,13% dei voti, seguita dal Movimento Cinque Stelle (18,89%) e dalla Lega Nord (13,02%). Le altre formazioni che hanno ottenuto meno del 10% ma ammesse al Consiglio regionale delle Marche sono state Forza Italia (9,40%), Fratelli d'Italia - Alleanza Nazionale (6,51%), Uniti per le Marche (5,03%), Marche 2020-Area Popolare (3,97%) e Popolari Marche-UDC (3,41%).
Ha votato il 49,78% dei marchigiani aventi diritto.

## Legge elettorale
Le elezioni regionali nelle Marche sono disciplinate da una norma nazionale, valida per tutte le regioni a Statuto Ordinario (Legge Tatarella) e da una legge regionale, la n. 5 del 20 febbraio 2015, che ha modificato la precedente normativa, contenuta nella legge regionale n. 27 del 16 dicembre 2004.

### Sistema elettorale
Sia il Presidente della Regione sia i membri del Consiglio regionale sono eletti a suffragio universale.
Diventa governatore il candidato che ottiene la maggioranza dei voti validi a livello regionale. Questi deve essere collegato ad una coalizione regionale. Alla lista (o alla coalizione) del presidente eletto viene, quindi, attribuita una maggioranza di seggi calcolata sulla base della percentuale ottenuta a livello regionale. Sono previsti, in particolare, tre possibili scenari:
- Vengono attribuiti 18 seggi se la coalizione vincente ha ottenuto una cifra pari o superiore al 40% dei voti validi[7];
- Scattano 17 seggi se la coalizione ha ottenuto una percentuale superiore al 37% e inferiore al 40% dei voti validi[7];
- Vengono attribuiti 16 seggi se la coalizione vincente ha ottenuto una cifra superiore al 34% e inferiore al 37% dei voti validi[7].

L'elezione del Consiglio, invece, prevede una competizione tra liste, presentate all'interno delle cinque circoscrizioni marchigiane, coincidenti con le cinque province della Regione. Il sistema elettorale è un proporzionale, con una clausola di sbarramento fissata al 5% per le coalizioni a meno che almeno un gruppo liste che la formano non abbiano il 3% dei voti validi a livello regionale.

### Modalità di voto
Gli elettori hanno votato le due cariche su un'unica scheda. Saranno possibili le seguenti modalità di voto:
- Voto alla sola lista circoscrizionale, che si considera esteso anche al candidato presidente. Inoltre, è possibile esprimere una preferenza per un candidato consigliere regionale, indicandone il nome e il cognome[9]; È possibile esprimere due preferenze all'interno della stessa lista, purché siano attribuite a un uomo e una donna.
- Voto al candidato presidente e ad una lista circoscrizionale. Viene, tuttavia, considerato non valido il cosiddetto voto disgiunto, ossia la scelta di una lista circoscrizionale e di un candidato governatore non collegato ad essa[10];
- Voto al solo candidato presidente[11].

### Riduzione del numero dei Consiglieri regionali
In ottemperanza ai decreti legge 138/2011 e 174/2012 il Consiglio regionale delle Marche ha provveduto, con la legge regionale n. 5 del 20 febbraio 2015, a ridurre il numero dei Consiglieri regionali, passati da 42 a 30.
Il Presidente della Regione ha, poi, provveduto a definire il numero di seggi per ciascuna circoscrizione, tramite apposito decreto.
Per le elezioni regionali del 2015, il decreto del presidente della giunta Regionale n.121 del 3 marzo 2015, ha definito la seguente distribuzione dei seggi:
| Circoscrizione  | Seggi |
| --------------- | ----- |
| Ancona          | 9     |
| Ascoli Piceno   | 4     |
| Fermo           | 4     |
| Macerata        | 6     |
| Pesaro e Urbino | 7     |
| Marche          | 30    |

## Candidati e liste
La scadenza della presentazione delle liste era prevista per due date: il 1º maggio, dalle ore 8 alle 20, e il 2 maggio dalle 8 alle 12. Sono stati ammessi alla competizione elettorale 5 candidati presidente e 10 liste.

### Centro-sinistra
La coalizione di Centro-sinistra è stata composta da tre liste. Hanno aderito all'alleanza il Partito Democratico, la lista Uniti per le Marche - formata da rappresentanti civici, del Partito Socialista Italiano, della Federazione dei Verdi, dell'Italia dei Valori e di Scelta Civica per l'Italia - e i Popolari Marche-UDC, in cui sono confluiti il Centro Democratico, Democrazia Solidale, la lista Popolari Marche e l'Unione di Centro.
Il sostegno dell'Unione di Centro alla coalizione di Centro-sinistra, votato dalla dirigenza regionale a maggioranza il 30 marzo, è stato ufficializzato il 29 aprile 2015, nel giorno della presentazione della lista.
In precedenza, il 24 aprile, il segretario nazionale Lorenzo Cesa aveva concesso l'utilizzo del simbolo alla segreteria regionale, anche se i vertici nazionali del partito avevano auspicato la formazione di una lista di Area Popolare con il Nuovo Centrodestra.
Originariamente avevano aderito ai Popolari Marche-UDC anche i Popolari per l'Italia che, il 24 aprile, si sono ritirati perché in contrasto con i centristi sul simbolo da presentare.
Il candidato alla presidenza della regione è stato selezionato tramite le primarie di coalizione, che si sono tenute il 1º marzo 2015. Le elezioni sono state vinte da Luca Ceriscioli, esponente del Partito Democratico, che ha ottenuto 22.760 voti, pari al 52,53%. L'ex sindaco di Pesaro ha battuto l'altro candidato del Partito Democratico, l'assessore regionale al Bilancio uscente Pietro Marcolini, che ha raccolto 19.979 voti (cioè il 46,11%) e Ninel Donini dell'Italia dei Valori, ferma al 1,53% con 587 voti. Hanno votato 43.588 elettori.

### Centro-destra

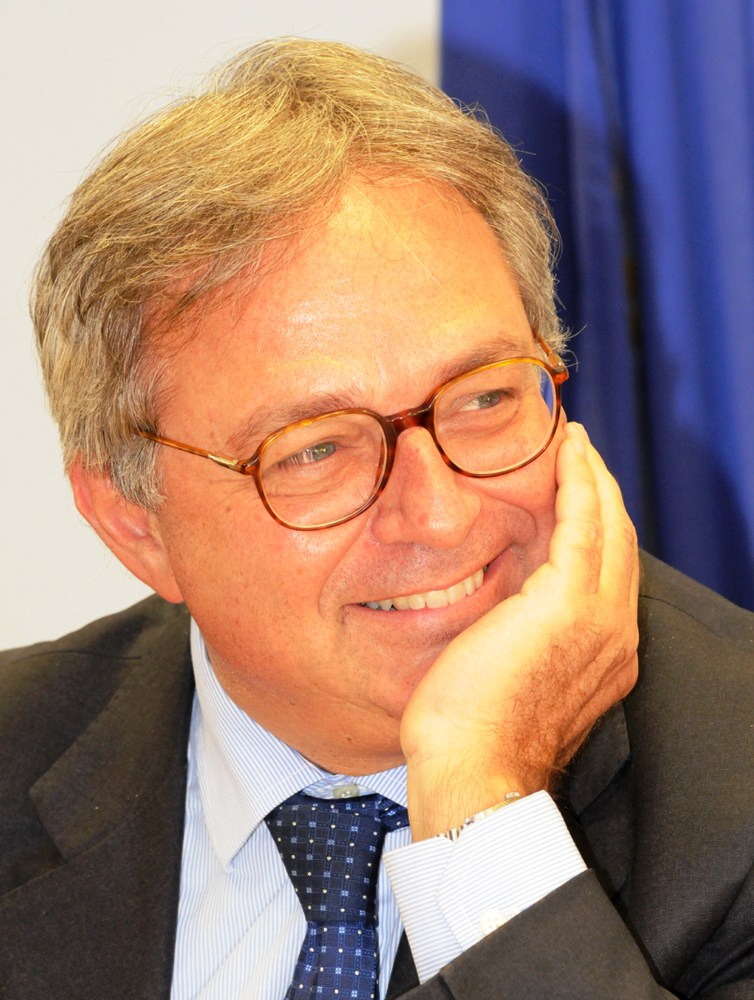
Gian Mario Spacca

Come per il Centro-sinistra, anche la coalizione di Centro-destra è stata formata da tre liste: Forza Italia, Marche 2020-Area Popolare e Democrazia Cristiana. Il candidato presidente è stato il governatore uscente Gian Mario Spacca che, nel 2010, era stato eletto con il sostegno di una coalizione di Centro-sinistra allargata all'Unione di Centro e priva di Sinistra Ecologia e Libertà e Federazione della Sinistra.
Nel 2015, tuttavia, Spacca ha lasciato il Partito Democratico, lanciando Marche 2020, un soggetto nato come intergruppo consiliare nell'ottobre 2014. Dopo l'esclusione della formazione dalle elezioni primarie del Centro-sinistra per il candidato governatore, Marche 2020 si è avvicinato al Nuovo Centrodestra e all'Unione di Centro, partecipando alla presentazione di Area Popolare, il 28 febbraio 2015.
Il 25 marzo 2015, quindi, Spacca ha lanciato la sua terza candidatura , con l'appoggio di Marche 2020, Area Popolare e Partito Repubblicano Italiano. Il 17 aprile 2015, poi, il presidente uscente ha incassato anche il sostegno di Forza Italia, ma non raggiungendo l'accordo con l'Unione di Centro, che si è alleato con il Centro-sinistra.

### Movimento 5 Stelle
Il Movimento 5 Stelle si è presentato per la prima volta al Consiglio regionale delle Marche. Nelle ultime elezioni politiche, il partito era risultato il più votato in tutta la regione in entrambe le Camere, superando il Partito Democratico.
Come nelle altre regioni, anche nelle Marche, i candidati sono stati selezionati attraverso le consultazioni on-line di tutti gli iscritti al portale nazionale di Beppe Grillo. L'8 gennaio sono stati individuati i candidati al Consiglio regionale, mentre il 28 gennaio è stato eletto portavoce candidato alla presidenza della Regione Giovanni Maggi, che ha ottenuto 200 voti su 1485, cioè il 13,47%.

### Sinistra
Come nel 2010, le componenti più radicali della sinistra marchigiana - Sinistra Ecologia Libertà, Rifondazione Comunista e Partito Comunista d'Italia - hanno corso al di fuori dello schieramento di Centro-sinistra, presentando la lista Altre Marche - Sinistra Unita. Il candidato presidente è stato Edoardo Mentrasti, coordinatore regionale di Sinistra Ecologia Libertà, che ha ufficializzato la propria discesa in campo il 10 marzo.

### Destra
Rispetto alle precedenti elezioni, sia la Lega Nord sia Fratelli d'Italia - Alleanza Nazionale, indisponibili ad appoggiare Spacca, sono usciti dalla coalizione di Centro-destra.
Il 10 marzo 2015, la Lega Nord aveva presentato come proprio candidato governatore il segretario regionale Luca Rodolfo Paolini, mentre il 16 aprile il partito di Giorgia Meloni aveva lanciato come proprio aspirante presidente il sindaco di Potenza Picena ed ex consigliere regionale Francesco Acquaroli.
Il 25 aprile, poi, i due partiti hanno stretto un'alleanza elettorale, che è stata estesa anche alla Toscana e che prevedeva la rinuncia alla poltrona da parte del Carroccio nelle Marche a favore di Francesco Acquaroli (FdI-AN), mentre in Toscana il partito di Giorgia Meloni ha sostenuto Claudio Borghi Aquilini, proposto dalla Lega Nord.

## Risultati elettorali
|                                                     | Luca Ceriscioli ✔️ Presidente | 251 050   | 41,07 | Partito Democratico           | 186 357 | 35,13 | 15 |  |  |
| Uniti per le Marche (FdV - PSI - IdV - SC)          | Luca Ceriscioli ✔️ Presidente | 251 050   | 41,07 | 26 677                        | 5,03    | 2     |    |  |  |
| Popolari Marche - Unione di Centro (con DemoS e CD) | Luca Ceriscioli ✔️ Presidente | 251 050   | 41,07 | 18 109                        | 3,41    | 1     |    |  |  |
|                                                     | Giovanni Maggi                | 133 178   | 21,78 | Movimento 5 Stelle            | 100 215 | 18,89 | 5  |  |  |
|                                                     | Francesco Acquaroli           | 116 048   | 18,98 | Lega Nord                     | 69 053  | 13,02 | 3  |  |  |
| Fratelli d'Italia - Alleanza Nazionale              | Francesco Acquaroli           | 116 048   | 18,98 | 34 538                        | 6,51    | 1     |    |  |  |
|                                                     | Gian Mario Spacca             | 86 848    | 14,21 | Forza Italia                  | 49 884  | 9,40  | 2  |  |  |
| Marche 2020 - Area Popolare                         | Gian Mario Spacca             | 86 848    | 14,21 | 21 048                        | 3,97    | 1     |    |  |  |
| Democrazia Cristiana                                | Gian Mario Spacca             | 86 848    | 14,21 | 4 388                         | 0,83    | –     |    |  |  |
|                                                     | Edoardo Mentrasti             | 24 212    | 3,96  | Altre Marche - Sinistra Unita | 20 266  | 3,82  | –  |  |  |
| Totale                                              | Totale                        | 611 336   | 100   |                               | 530 535 | 100   | 30 |  |  |
|                                                     |                               |           |       |                               |         |       |    |  |  |
| Schede bianche                                      | Schede bianche                | 13 359    | 2,07  |                               |         |       |    |  |  |
| Schede nulle                                        | Schede nulle                  | 21 246    | 3,29  |                               |         |       |    |  |  |
| Votanti                                             | Votanti                       | 645 941   | 49,78 |                               |         |       |    |  |  |
| Elettori                                            | Elettori                      | 1 297 485 |       |                               |         |       |    |  |  |

## Consiglieri eletti
La proclamazione dei consiglieri regionali eletti da parte della Corte d'Appello di Ancona è avvenuta nel pomeriggio dell'11 giugno 2015. Di seguito sono riportati i consiglieri eletti divisi per lista e circoscrizione.
| Liste                  | Liste                                      | Circoscrizioni   | Circoscrizioni     | Circoscrizioni    | Circoscrizioni         | Circoscrizioni     |
| Liste                  | Liste                                      | Ancona           | Ascoli Piceno      | Fermo             | Macerata               | Pesaro e Urbino    |
| ---------------------- | ------------------------------------------ | ---------------- | ------------------ | ----------------- | ---------------------- | ------------------ |
|                        | Partito Democratico (15)                   | Fabrizio Volpini | Anna Casini        | Fabrizio Cesetti  | Antonio Sciapichetti   | Andrea Biancani    |
| Manuela Bora           | Partito Democratico (15)                   | Fabio Urbinati   | Francesco Giacinti | Francesco Micucci | Renato Claudio Minardi |                    |
| Antonio Mastrovincenzo | Partito Democratico (15)                   |                  |                    |                   | Gino Traversini        |                    |
| Gianluca Busilacchi    | Partito Democratico (15)                   | Federico Talé    |                    |                   |                        |                    |
| Enzo Giancarli         | Partito Democratico (15)                   |                  |                    |                   |                        |                    |
|                        | Uniti per Marche (2)                       | Moreno Pieroni   |                    |                   |                        | Boris Rapa         |
|                        | Popolari Marche - UDC (1)                  |                  |                    |                   | Luca Marconi           |                    |
|                        | Movimento Cinque Stelle (5)                | Giovanni Maggi   | Peppino Giorgini   |                   | Sandro Bisonni         | Piergiorgio Fabbri |
| Romina Pergolesi       | Movimento Cinque Stelle (5)                |                  |                    |                   |                        |                    |
|                        | Lega Nord (3)                              | Sandro Zaffiri   |                    | Marzia Malaigia   | Luigi Zura Puntaroni   |                    |
|                        | Forza Italia (2)                           |                  | Piero Celani       | Jessica Marcozzi  |                        |                    |
|                        | Fratelli d'Italia - Alleanza Nazionale (1) |                  |                    |                   | Elena Leonardi         |                    |
|                        | Marche 2020 - Area Popolare (1)            |                  |                    |                   |                        | Mirco Carloni      |

La prima seduta del nuovo Consiglio regionale delle Marche si è tenuta il 22 giugno 2015, con la presentazione della giunta da parte del nuovo presidente Luca Ceriscioli. Contestualmente, Antonio Mastrovincenzo (PD) è stato eletto presidente del Consiglio regionale.

### Composizione del Consiglio regionale

Composizione del Consiglio regionale delle Marche dopo le elezioni regionali del 31 maggio. Legenda:
Maggioranza: PD - Uniti per le Marche - Popolari Marche-UDC
Opposizione: M5S - Lega Nord - FI - Marche 2020-AP - FdI-AN

| Liste      | Liste                                  | Gruppi consiliari | Gruppi consiliari |
| Liste      | Liste                                  | Seggi             | Diff.             |
| ---------- | -------------------------------------- | ----------------- | ----------------- |
|            | Altre Marche - Sinistra Unita          | 0 / 30            | 2                 |
|            | Partito Democratico                    | 15 / 30           | Stabile           |
|            | Uniti per le Marche                    | 2 / 30            | 3                 |
|            | Popolari Marche - UDC                  | 1 / 30            | 2                 |
|            | Democrazia Cristiana                   | 0 / 30            | Stabile           |
|            | Marche 2020 - Area Popolare            | 1 / 30            | 2                 |
|            | Forza Italia                           | 2 / 30            | 5                 |
|            | Fratelli d'Italia - Alleanza Nazionale | 1 / 30            | 2                 |
|            | Lega Nord                              | 3 / 30            | 1                 |
|            | Movimento Cinque Stelle                | 5 / 30            | 5                 |
| Coalizioni |                                        |                   |                   |
|            | Coalizione di Centro-sinistra          | 19 / 30           | 6                 |
|            | Coalizione di Centro-destra            | 3 / 30            | 10                |
|            | Lega Nord-FdI-AN                       | 4 / 30            | 2                 |
|            | Movimento Cinque Stelle                | 5 / 30            | 5                 |
|            | Altre Marche - Sinistra Unita          | 0 / 30            | 2                 |
| Totale     | Totale                                 | 30                |                   |

1. 1 2  Differenza calcolata aggregando i seggi di Sinistra Ecologia Libertà e Federazione della Sinistra.
2. ↑  Differenza calcolata aggregando i seggi dell'Italia dei Valori e di Alleanza Riformista: 5 seggi.
3. ↑  Differenza calcolata aggregando i seggi del Nuovo Centrodestra e della lista Gian Mario Spacca presidente: 3 seggi.
4. ↑  Differenza calcolata sulla base dei seggi di Forza Italia a fine legislatura: 7 seggi.
5. ↑  Differenza calcolata sulla base dei seggi di Fratelli d'Italia - Alleanza Nazionale a fine legislatura: 3 seggi.
6. ↑  Alle precedenti elezioni non era presente